# Шенеберг (Уккермарк)

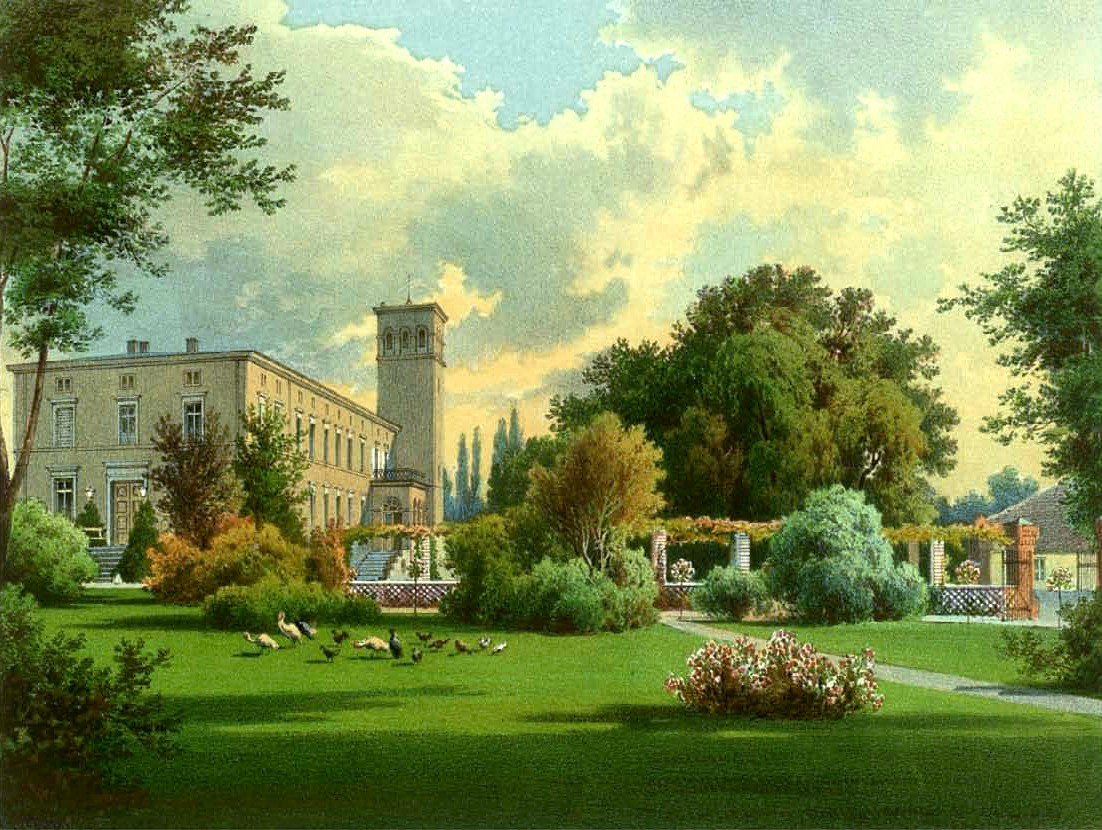
Замок Фельхов у 1860, зібрання Олександра Дункера

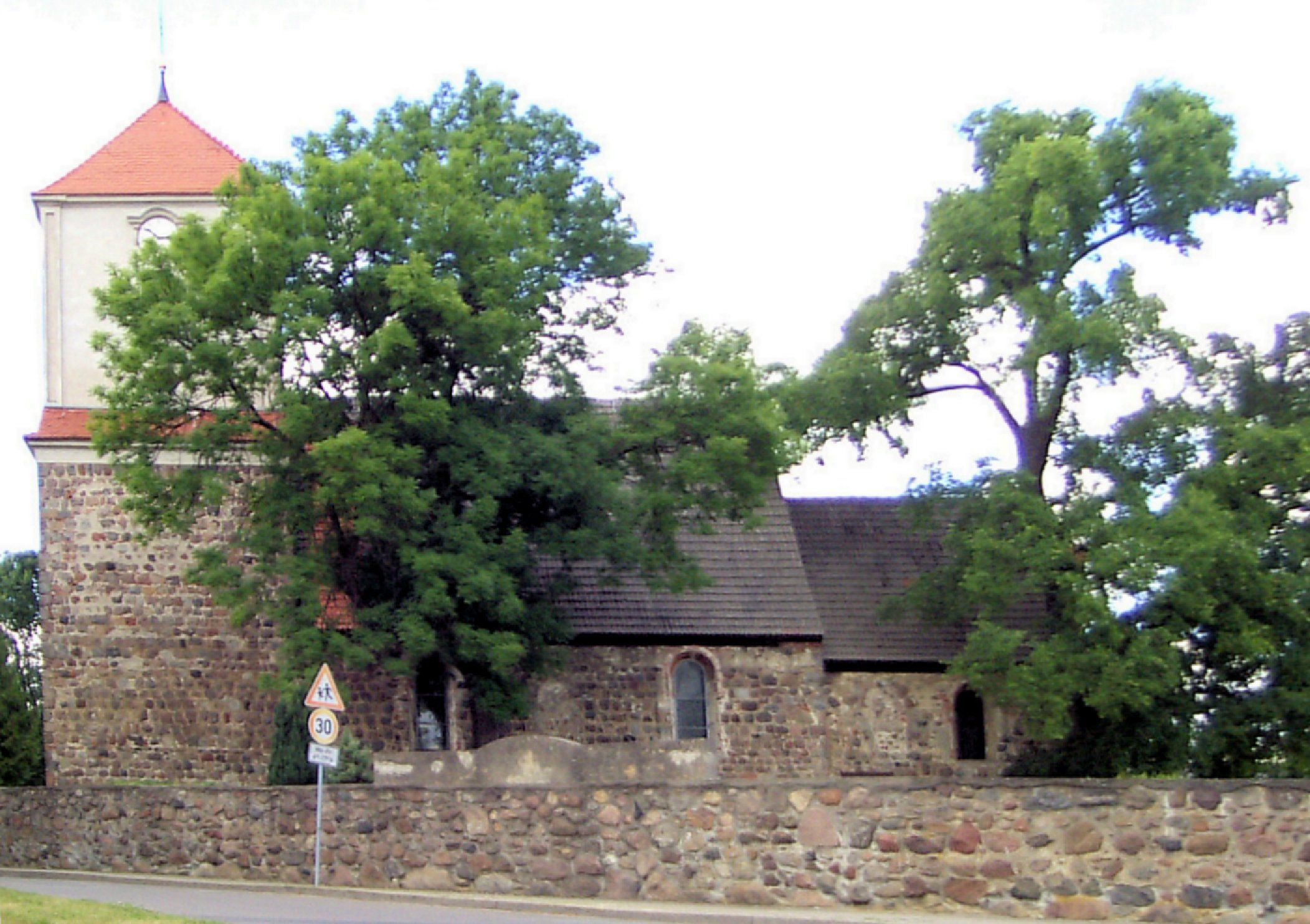
Церква у районі Фельхов

Шенеберг (нім. Schöneberg)  — громада у Німеччині, у землі Бранденбург. 
Входить до складу району Уккермарк. Підпорядковується управлінню Одер-Вельзен. Населення - 852 мешканці (на 31 грудня 2010). Площа - 45,38 км². Офіційний код  — 12 0 73 505. 

## Населення
| Рік  | Населення |
| ---- | --------- |
| 2005 | 940       |
| 2010 | 844       |